# Joshuah Bledsoe
Joshuah Bledsoe (Houston, 30 dicembre 1998) è un giocatore di football americano statunitense che milita nel ruolo di safety per i Indianapolis Colts della National Football League (NFL).

## Carriera

### New England Patriots
Bledsoe al college giocò a football allUniversità del Missouri. Fu scelto nel corso del sesto giro (188º assoluto) nel Draft NFL 2021 dai New England Patriots. Il 21 luglio 2021, all'inizio del training camp, fu inserito nella lista degli infortuni non legati al football. All'inizio della stagione fu inserito in lista riserve. Fu attivato il 14 dicembre. Il 30 dicembre fu inserito in lista infortunati per un problema a un polpaccio. Nella sua seconda stagione disputò tre partite, nessuna delle quali come titolare, mettendo a segno un tackle.